# Marievik 15

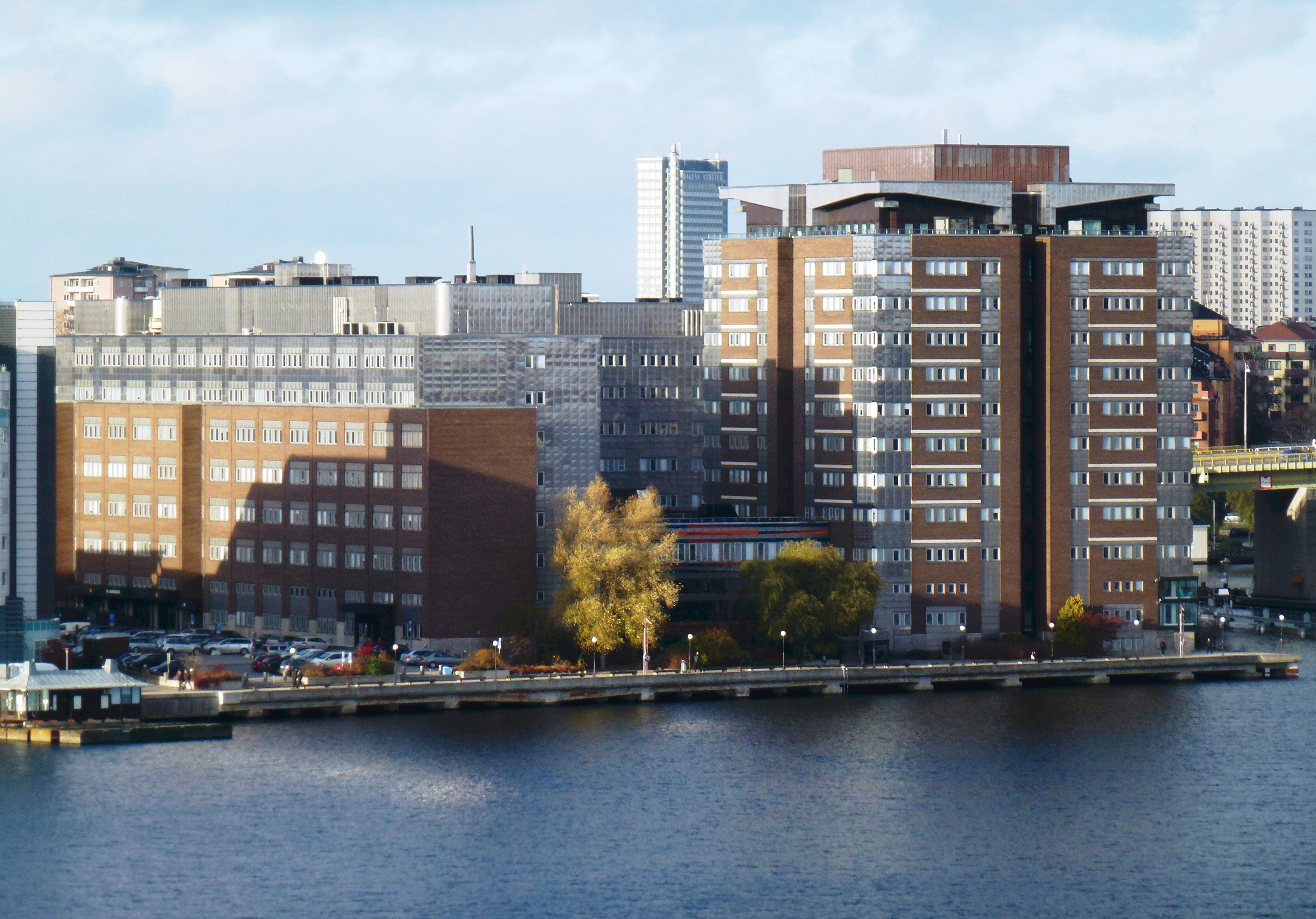
Vy från Årstabron, 2013.

Marievik 15 var en kontors- och industrifastighet vid Årstaängsvägen 1–5 i området Marievik i Liljeholmen, södra Stockholm. Bebyggelsen som skapades år 1980 av arkitekterna Anders Berg och Erik Thelaus var "grönklassad" av Stadsmuseet i Stockholm, vilket innebär att bebyggelsen bedömdes vara "särskilt värdefull från historisk, kulturhistorisk, miljömässig eller konstnärlig synpunkt". Under tidigt 2010-tal påbörjades planering att riva kontorshuset med angränsande bebyggelse för att bereda plats för nya höga ”portalbyggnader” innehållande bostäder. Rivningen av bebyggelsen från 1980-talet påbörjades under sommaren 2023 och slutfördes i september 2023.

## Beskrivning

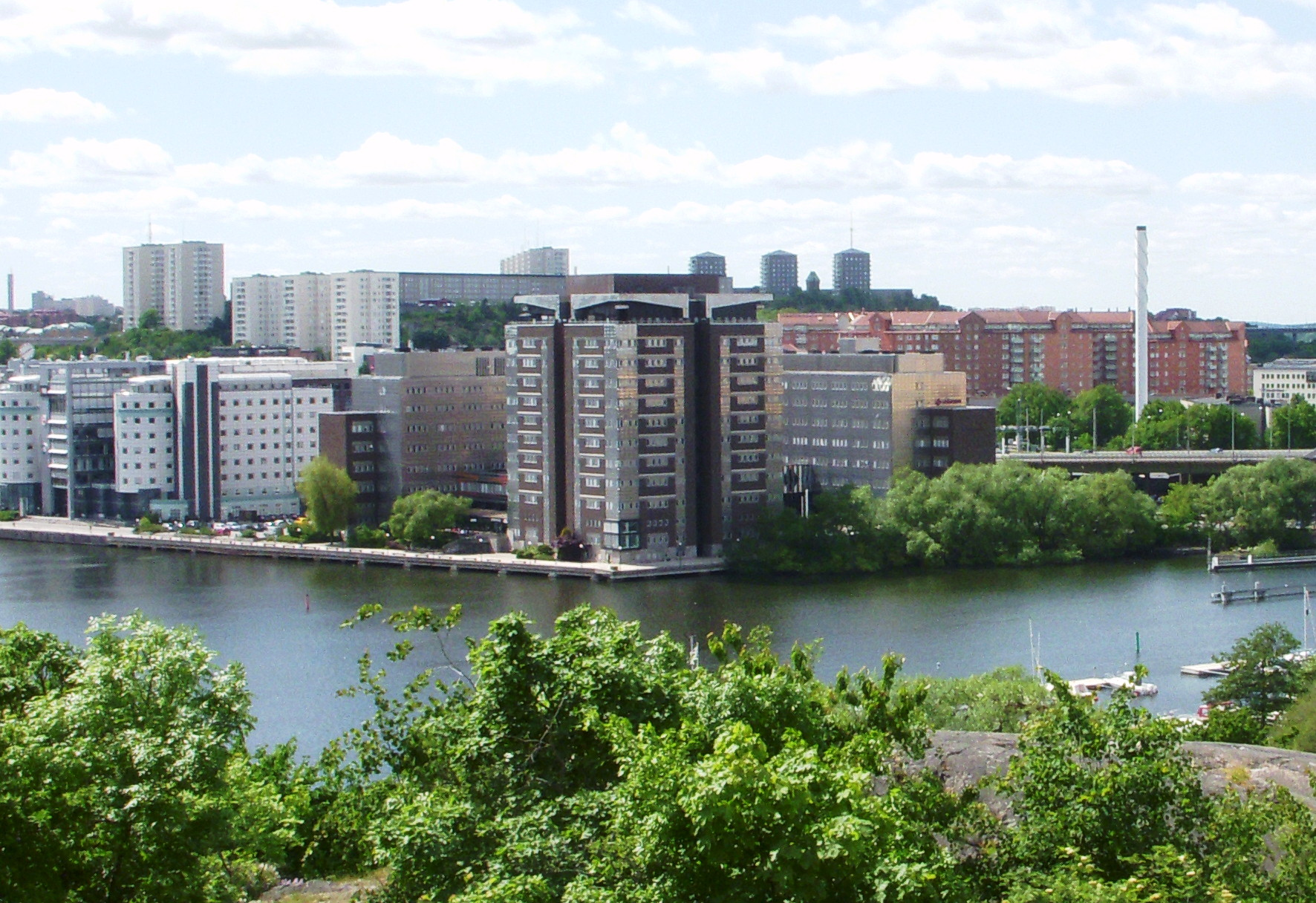
Marievik 15 i stadsbilden, vy från Tantolunden.

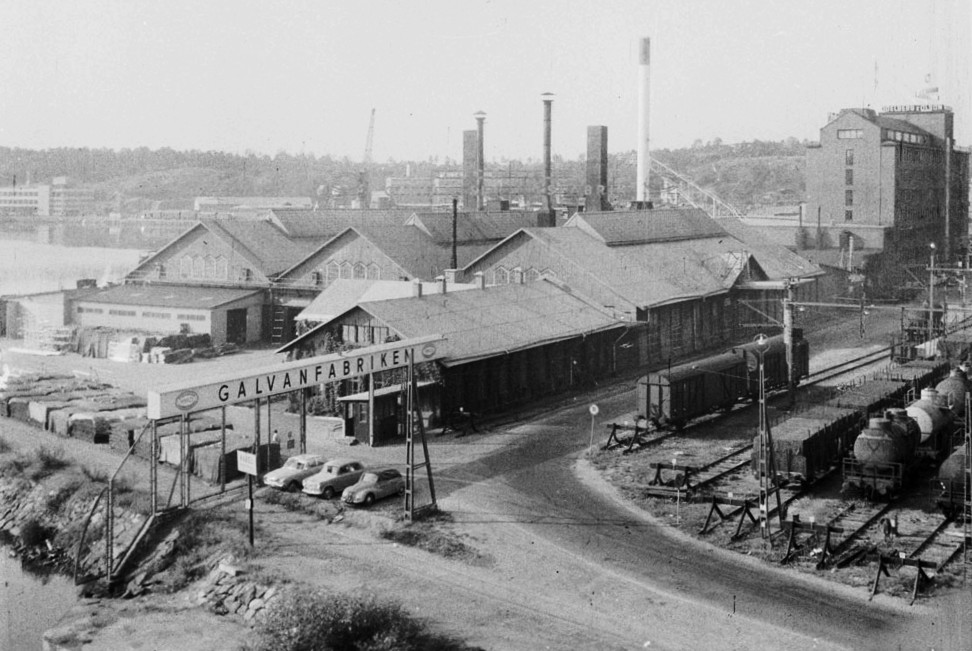
Galvaniseringsfabriken, 1950-tal.

Marievik 15 låg på en udde söder om Liljeholmsbron och mellan gamla Liljeholmens stationsområdet och Årstaviken. Området, som fram till slutet av 1970-talet var bebyggt med äldre industribyggnader (ursprungligen Statens järnvägars verkstäder, senare Stockholms Galvaniseringsfabrik), ägdes 1980 av Custos-kontrollerade Fastighets AB Hufvudstaden och Dagens Nyheter genom Bonnier-kontrollerade Tidnings AB Marieberg. Dagens Nyheter stod även för bygglovsansökan och fungerade som uppdragsgivare för projektet.
Enligt bygglovet från 1980 skulle bebyggelsen utgöras av ett högt, fristående punkthus omgiven av lägre vinkelbyggnader. I bygglovet underströks viken av att hushöjden skulle anpassas så att den ej skulle konkurrera med kyrktorn och andra karaktäristiska siluetter. Samtidigt skulle den nya byggnaden ”uppfattas som en tydlig markering i stadsbilden”. Beträffande materialval och inpassning i stadsbilden ställdes höga krav.
Arkitektuppdraget gick till Anders Berg och Erik Thelaus, som då hade ett samarbete. År 1982 stod den 32 700 m² stora anläggningen färdig och utgjorde den första etappen i Marieviks förnyelse. Längst ut på udden uppfördes ett 12 våningar högt, stubbigt punkthus som omfamnas av en L-format lägre byggnad i sju våningar. Dessa bands samman genom tvåvåningsbyggnader. Fasadytorna utgjordes av mönstrat, mörkbrunt tegel som bildade ett kvadratiskt rutmönster kombinerat med rostfri stålplåt. Hörn och vertikala band liksom de indragna takvåningarna och fasaddelarna mot innergården var i sin helhet klädda med rostfri stålplåt. Tillsammans med arkitektoniska detaljer som ”hörnvingar” på högdelens takvåning och hög precision i detaljutformningen blev byggnaden representativ för 1980-talets så kallade high tech-arkitektur.

## Bilder

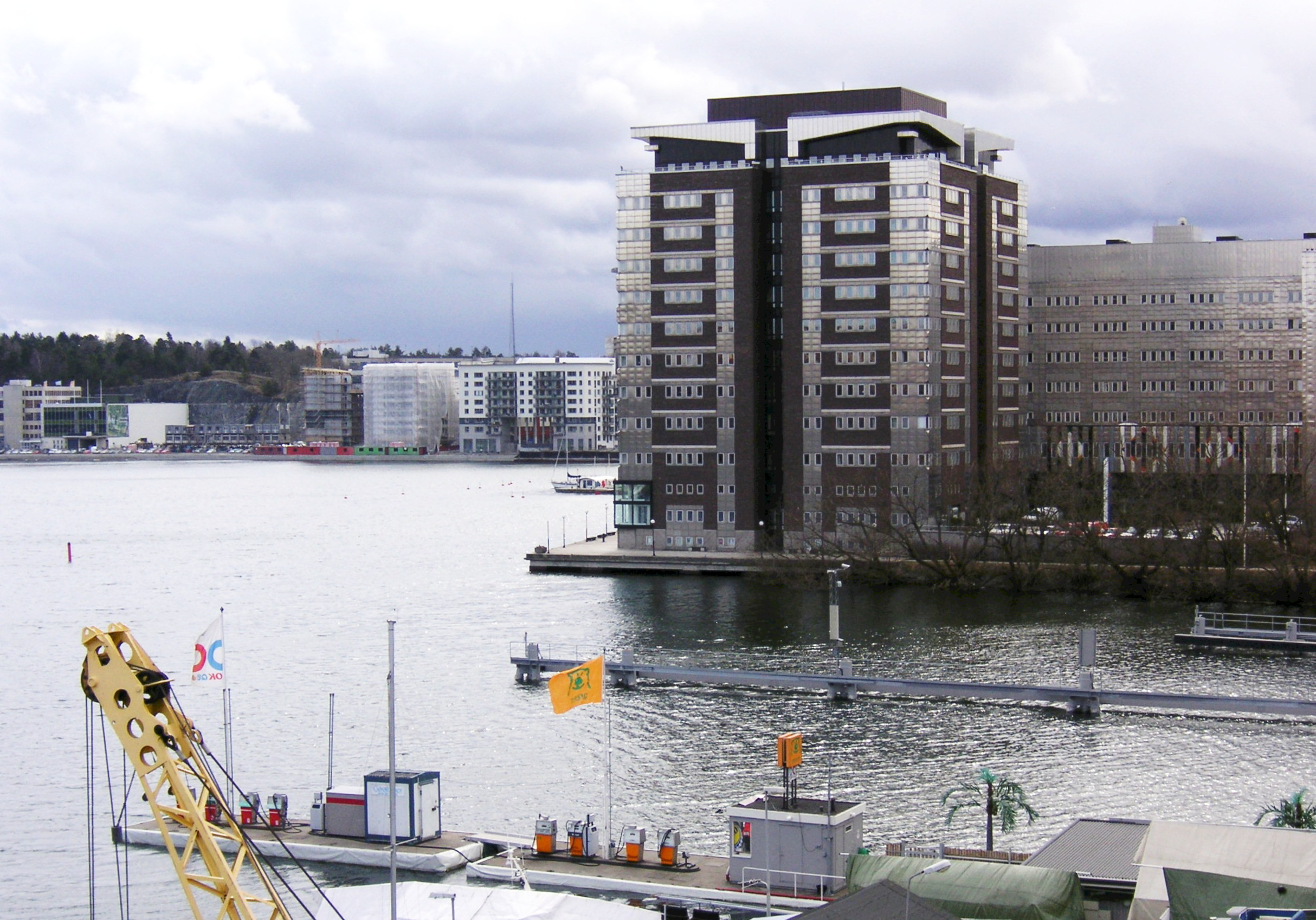
Vy från Liljeholmsbron
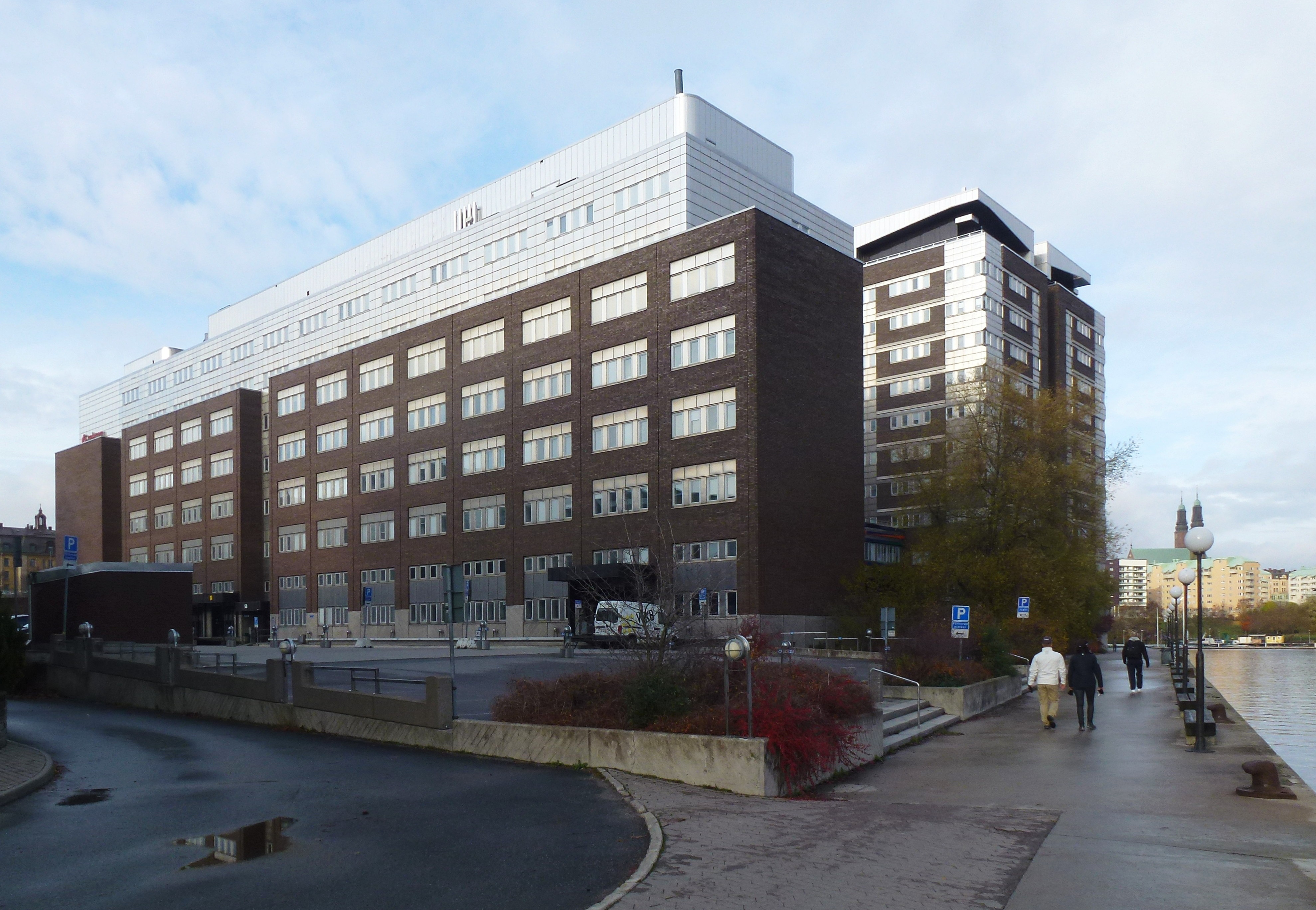
Vy från kajen, Årstaviken
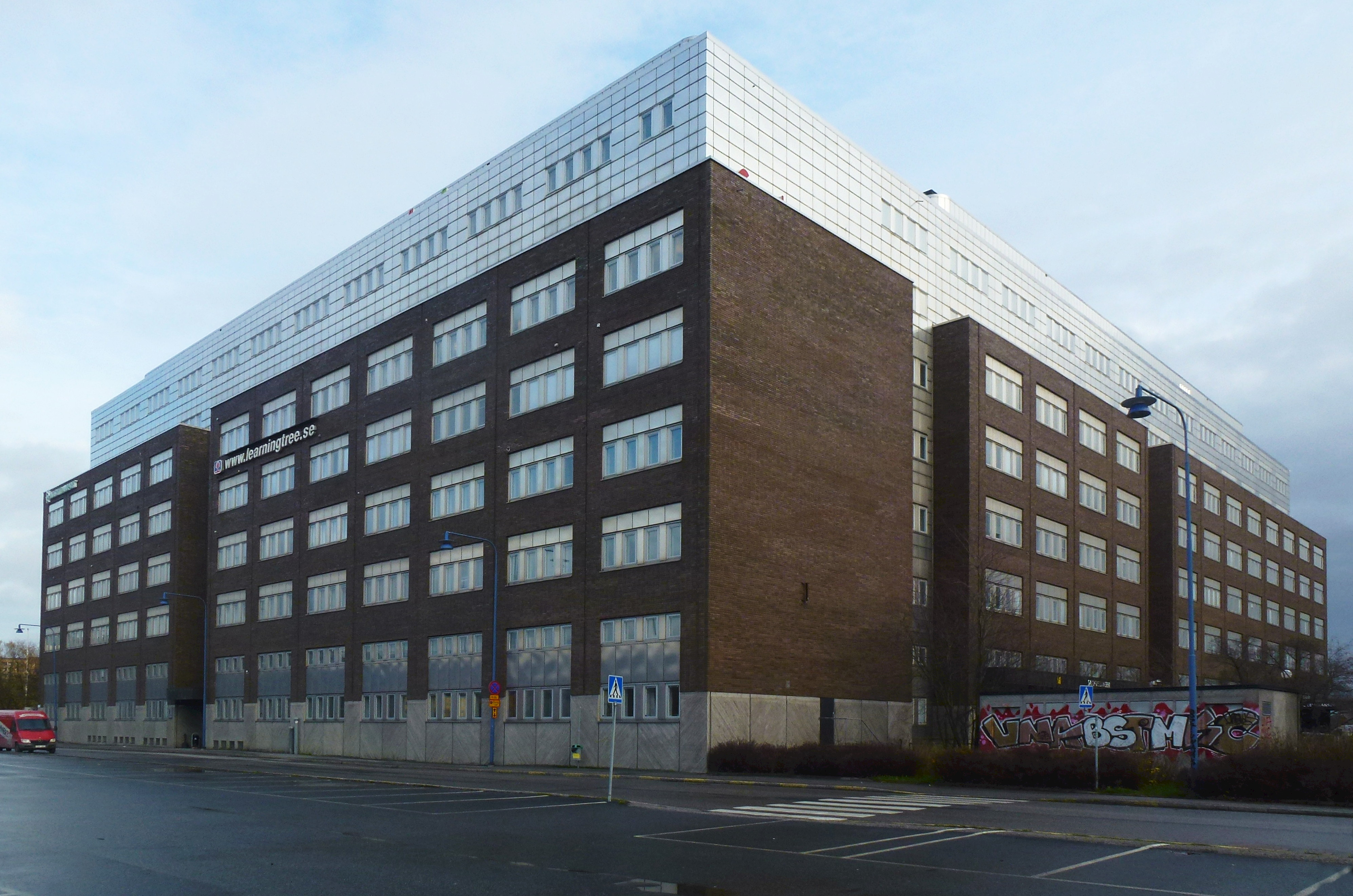
Vy från Årstaängsvägen
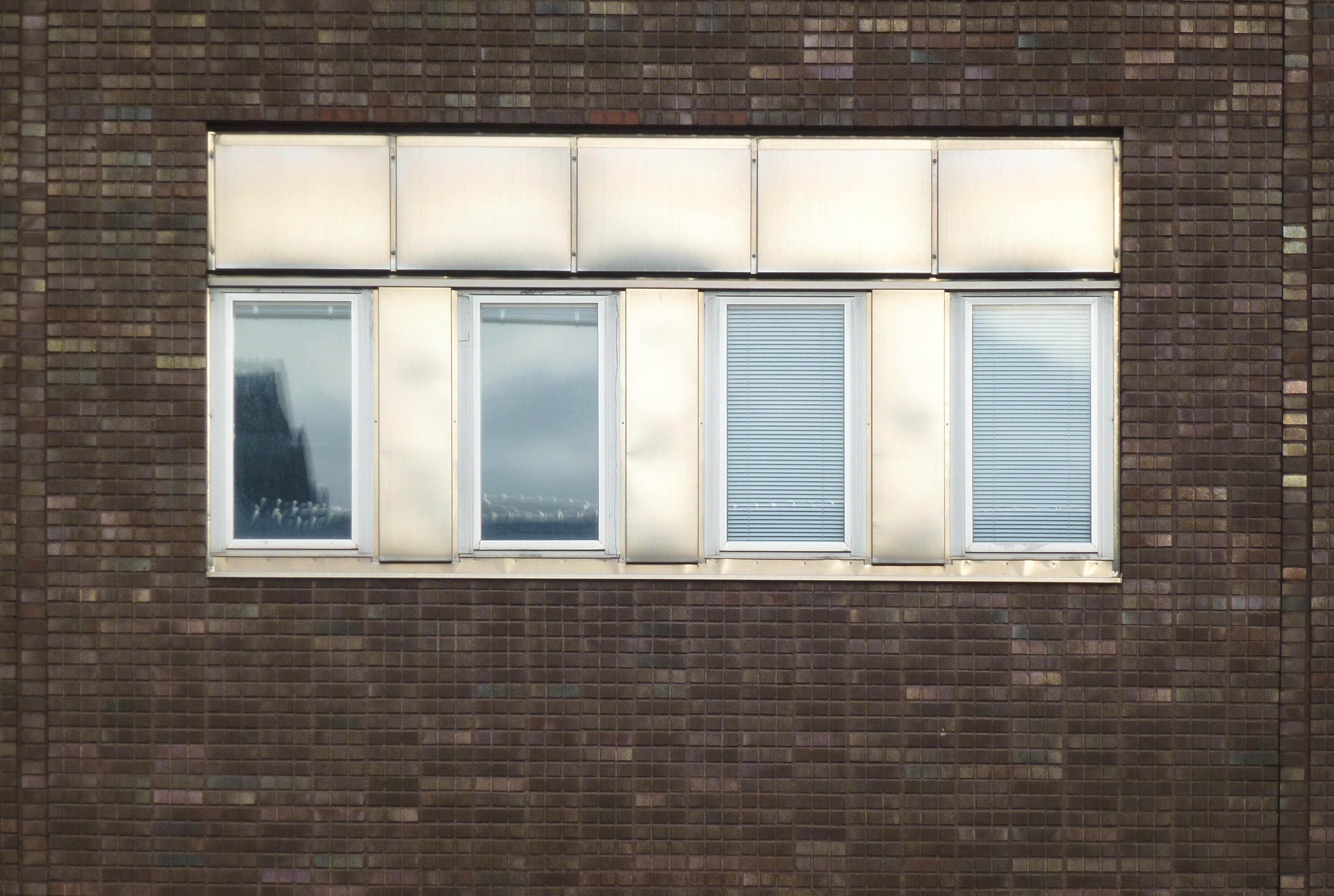
Fasad- och fönsterdetalj
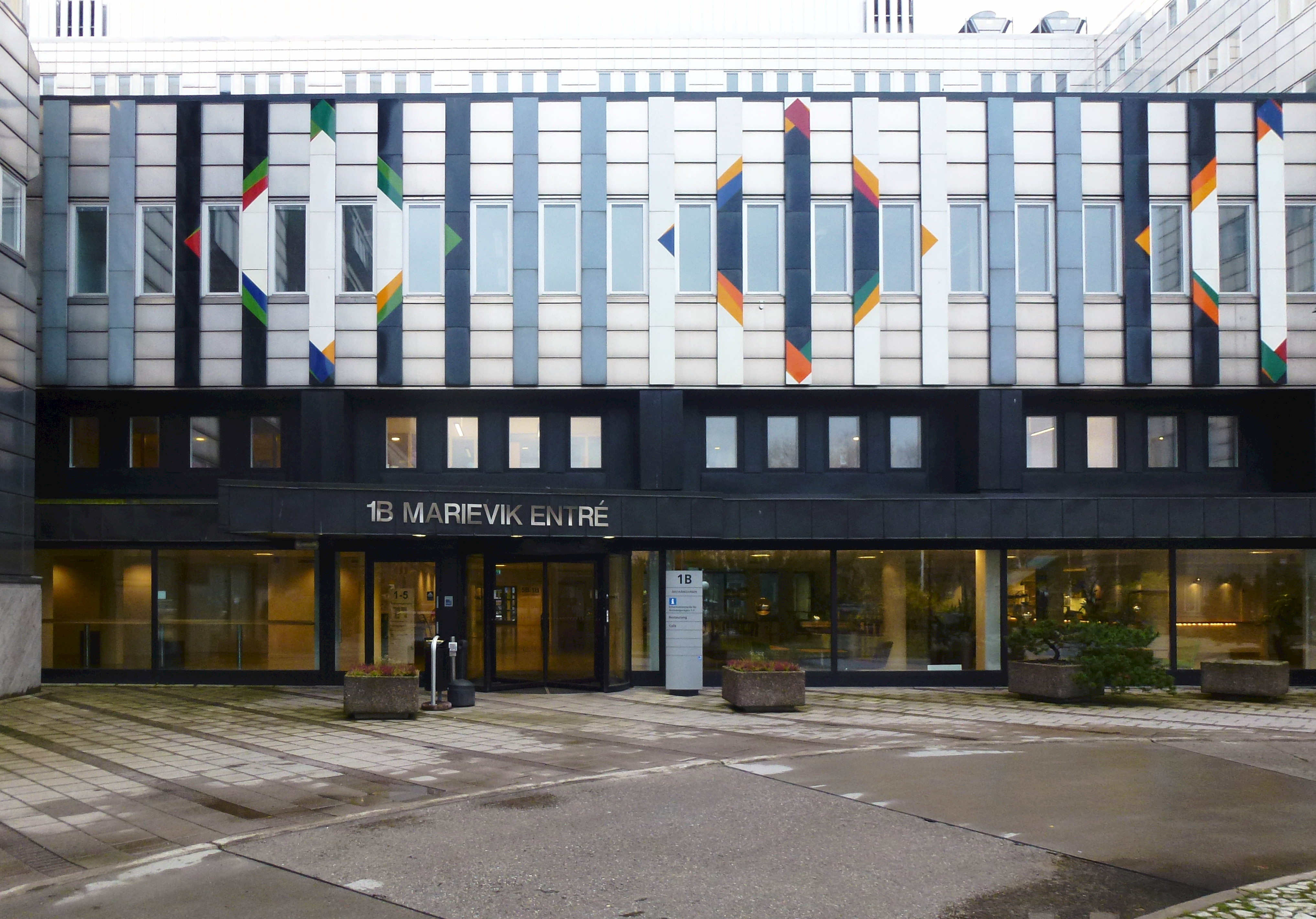
Huvudentrén
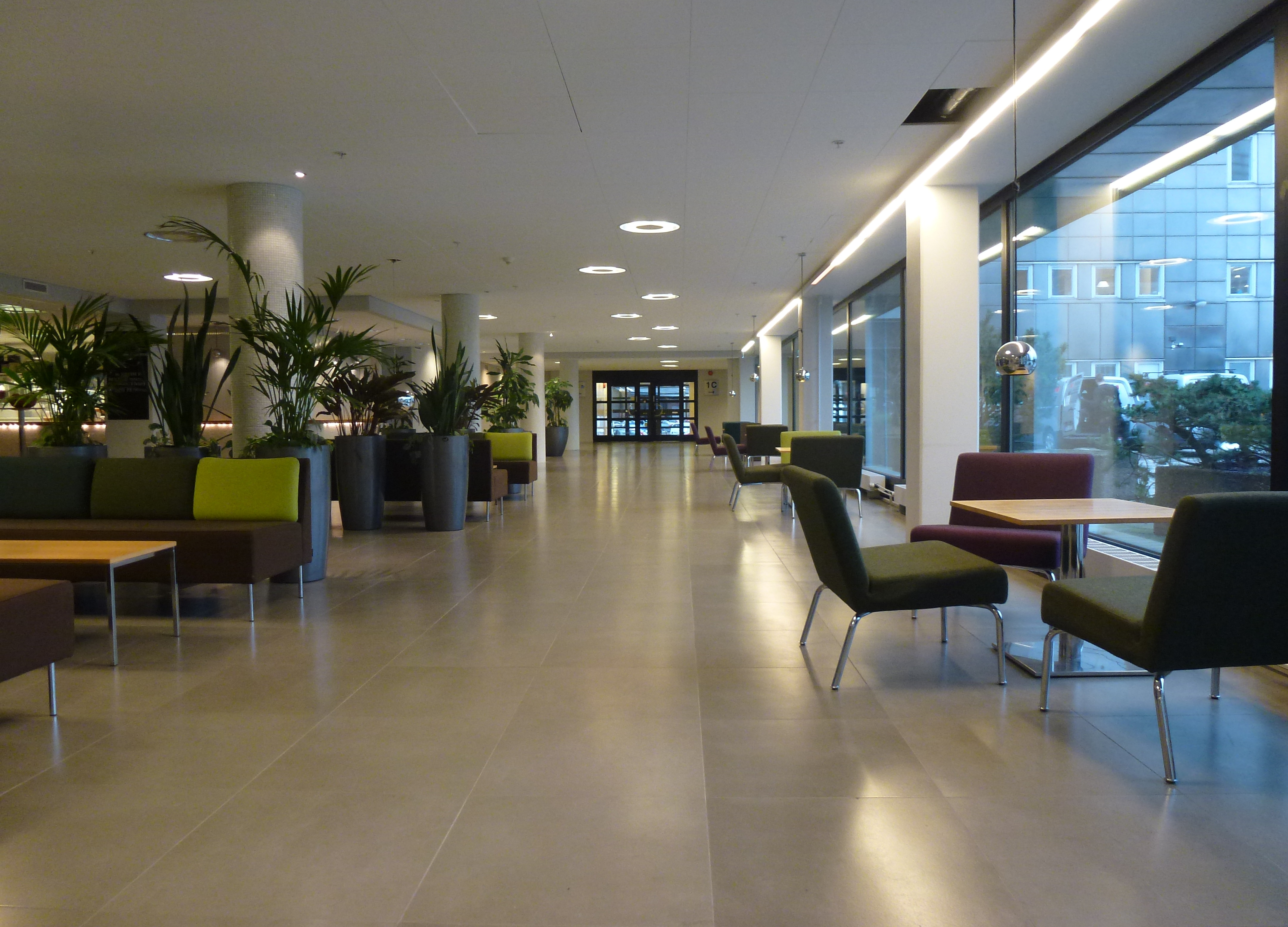
Entréhallen
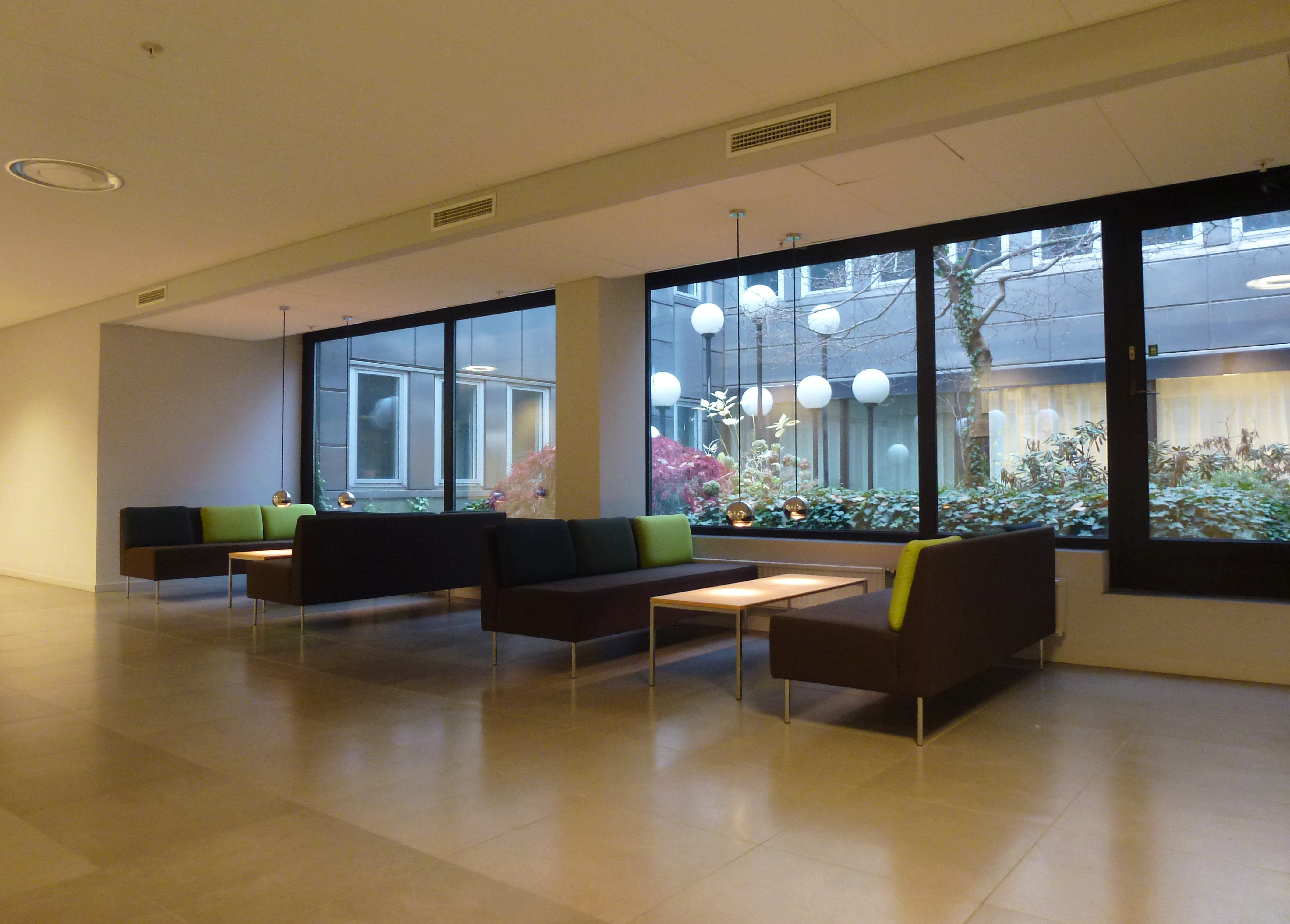
Väntplats
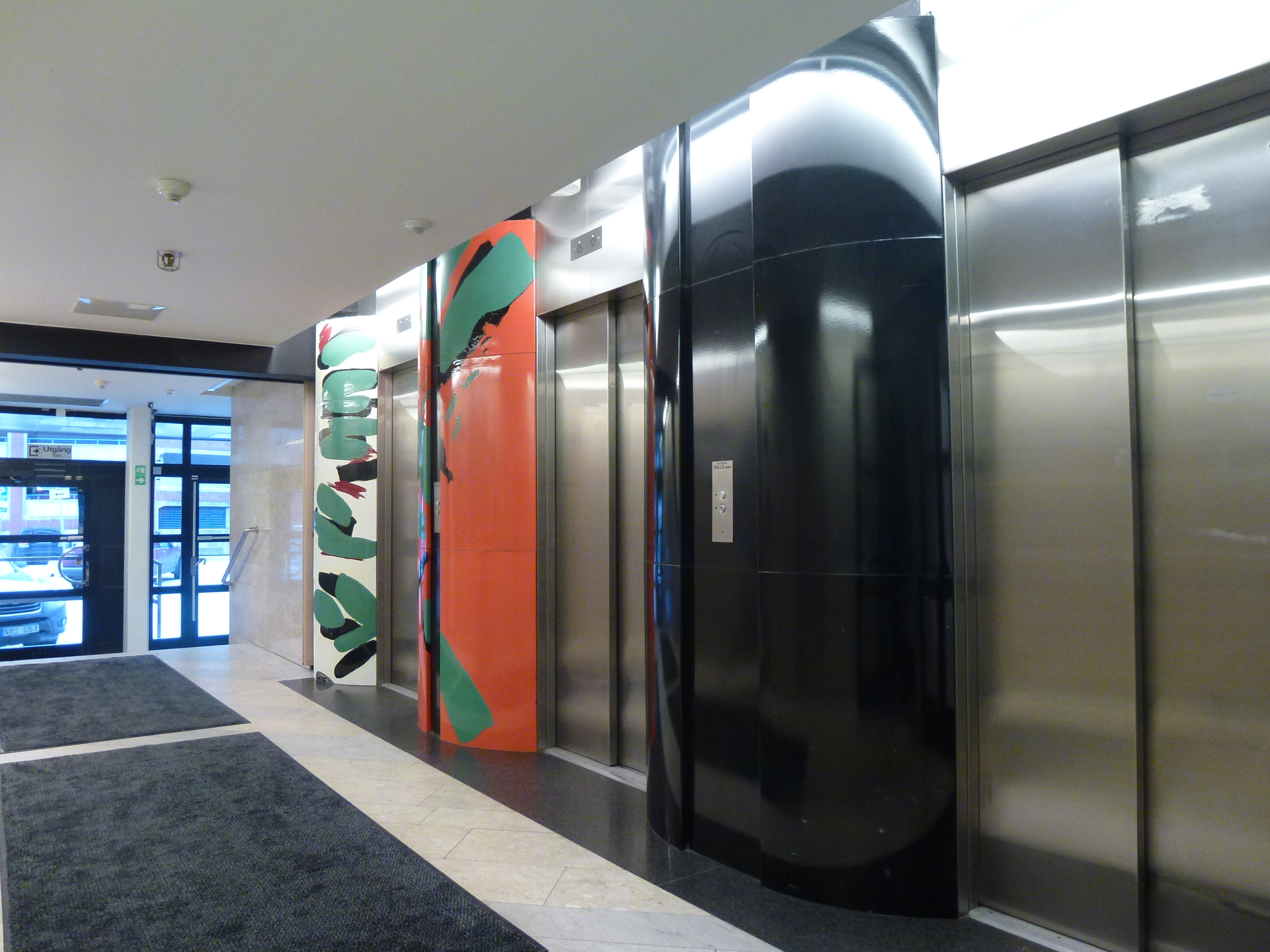
Hisshallen

## Framtidsplaner
I mitten av 1990-talet förvärvade AMF Fastigheter kontorsfastigheten från Hufvudstaden och Marieberg. År 2009 framlade fastighetsägaren AMF ett förslag som innebar bland annat att påbygga punkthuset med sju våningar för bostäder vilket krävde en ändring av gällande detaljplan. Under det pågående planarbetet önskade AMF att slopa befintlig kontorsverksamhet inom Marievik 15 och istället utveckla fastigheten för bostadsändamål med omkring 500 lägenheter. 
Stockholms stadsbyggnadskontor ställde sig positivt till inriktningsförändringen som bedömdes vara förenlig med intentionerna i Promenadstaden (Stockholms översiktsplan) och stadsutvecklingsprogrammet för det framtida Liljeholmen. Förslaget strider dock delvis mot stadens strategier enligt Vision för Söderort 2030 eftersom mängden arbetsplatser i Söderort inte ökar, och innebär dessutom rivning av grönklassad bebyggelse.
En mindre invändig rivning påbörjades under 2021, men pausades efter att den nya detaljplanen överklagades.. Den storskaliga rivningen av byggnaderna påbörjades under sommaren 2023 och slutfördes sedermera i september samma år.

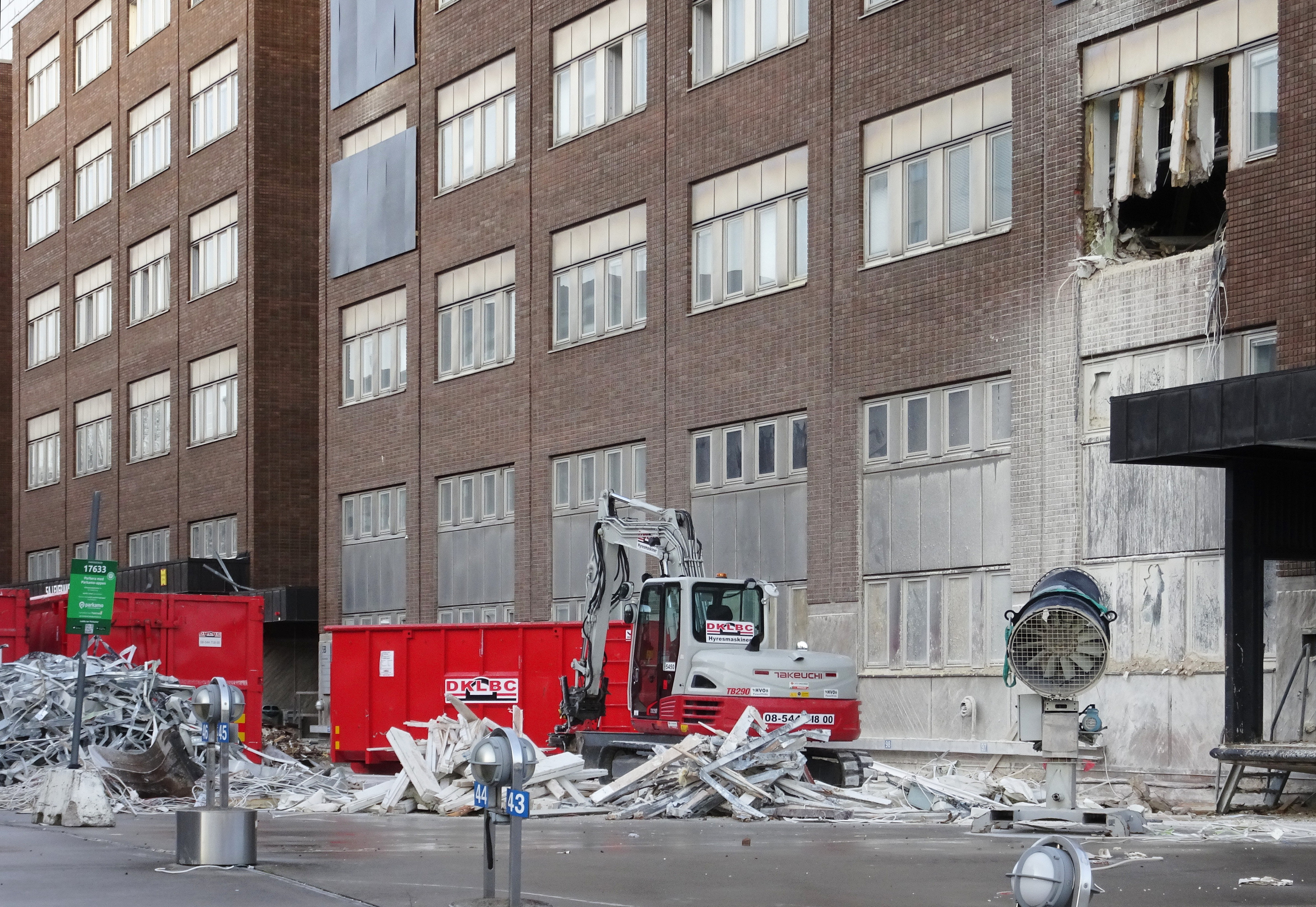
Rivningen har börjat, november 2021.
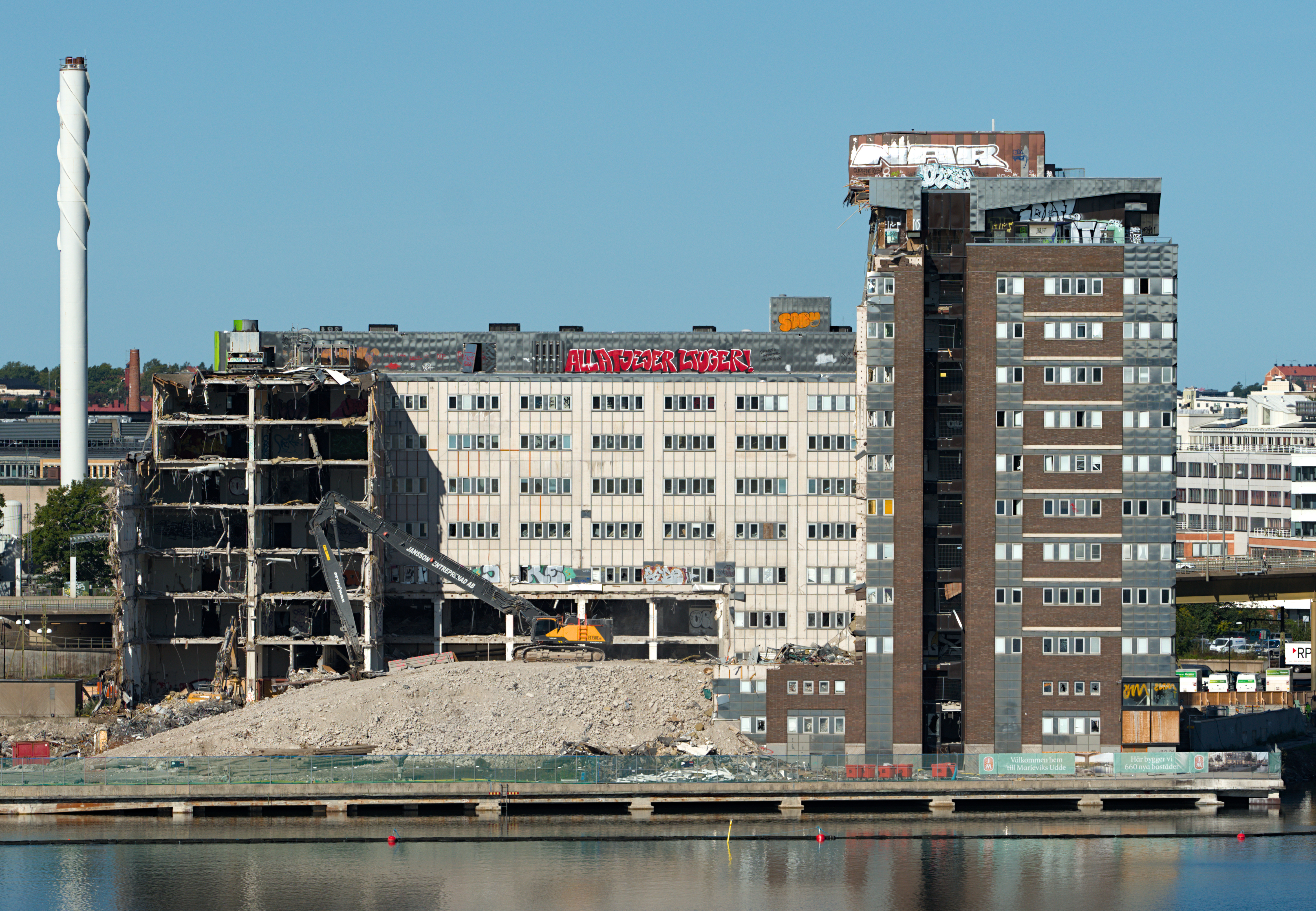
06 september 2023.
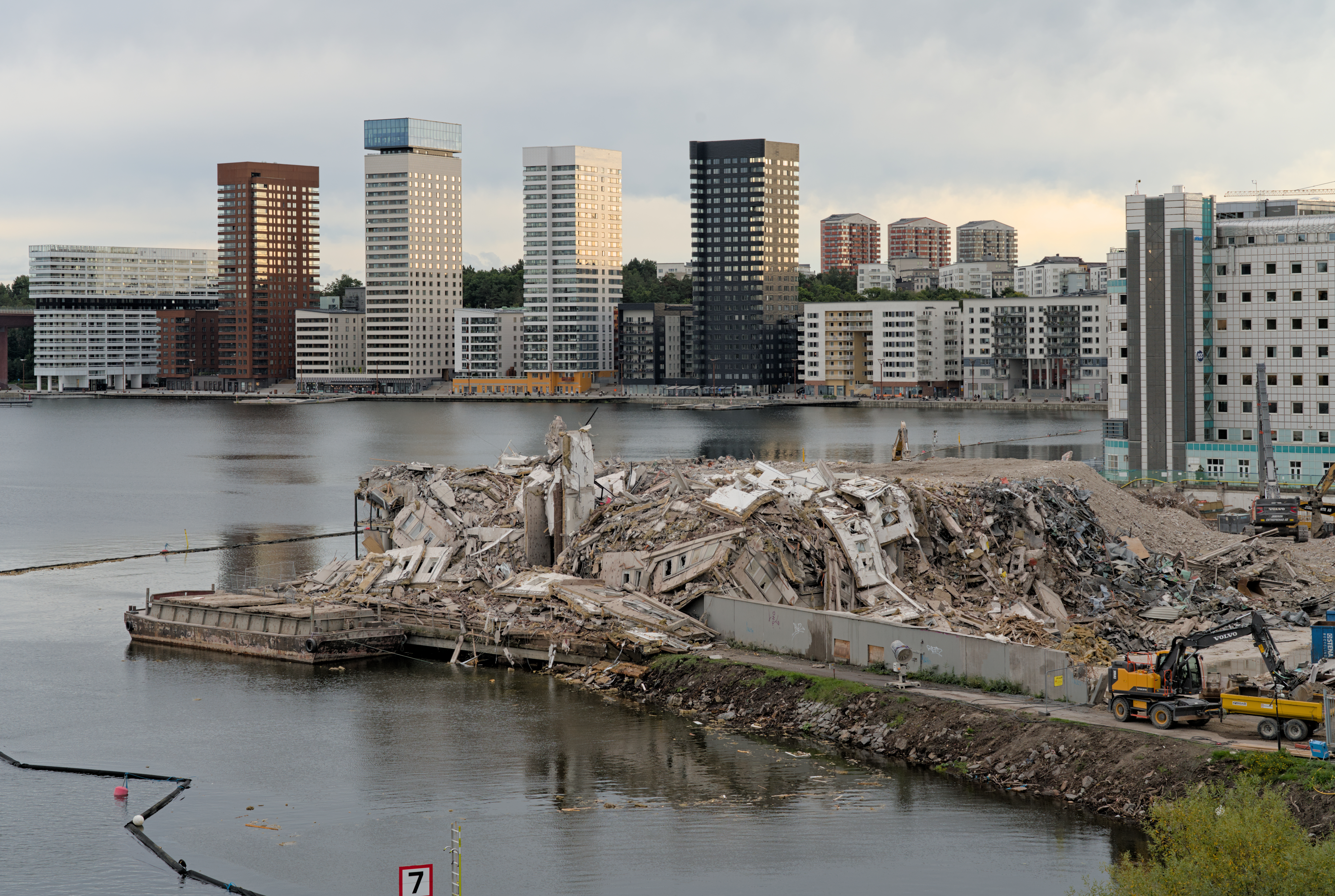
14 september 2023.